# 楯状地とクラトンの一覧

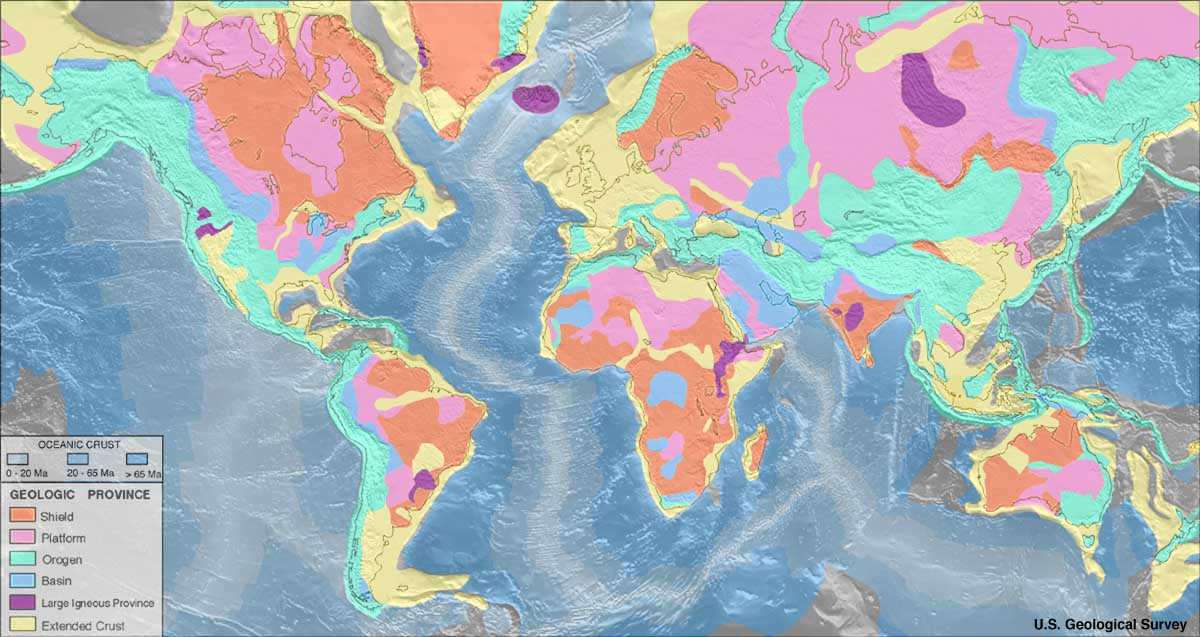
世界の地質学的区域図（アメリカ地質調査所)
楯状地
プラットフォーム
造山帯
盆地
巨大火成岩岩石区
大陸地殻延長部
海洋地殻:
0-20 Ma (100万年前)
20-65 Ma
>65 Ma

楯状地とクラトンの一覧（たてじょうちとクラトンのいちらん）。

## 楯状地のリスト
- アフリカ楯状地 (African Shield)、別名エチオピア楯状地
- アマゾン楯状地 (Amazonian Shield)、南アメリカ中部
- アンガラ楯状地 (Angaran Shield)、西シベリア
- アラビア・ヌビア楯状地 (Arabian-Nubian Shield)
- オーストラリア楯状地 (Australian Shield)
- バルト楯状地 (Baltic Shield)、スカンジナビア及び東ヨーロッパ。フェノスカンジアとほぼ同じ地域
- カナダ楯状地 (Canadian Shield)、別名ローレンシア楯状地
- 中国・朝鮮楯状地 (The China-Korean Shield)、 北部中国クラトン (North China Craton) を含む
- 東南極楯状地 (The East Antarctic Shield)、東南極クラトンを含む
- ギアナ楯状地 (Guiana Shield)
- インド楯状地 (Indian Shield)

## 命名されているクラトンのリスト
クラトンを包含する現代の大陸の順。リスト中の Ga は、形成年代を10億年前を単位として表したもの。

### アフリカ
- アラビア・クラトン (Arabian craton)
- コンゴ・クラトン (Congo craton)、アフリカ中南部
- バングウェル地塊 (Bangweulu Block)、ザンビア
- カープファール・クラトン (Kaapvaal craton)、南アフリカ (3.6 - 2.5 Ga)
- カラハリ・クラトン (Kalahari craton)
- サハラ・クラトン (Saharan craton)、アルジェリア
- セバクエ・始原クラトン (Sebakwe proto-craton)
- タンザニア・クラトン (Tanzanian craton)
- 西アフリカ・クラトン (West African craton)
- ザイール・クラトン (Zaire craton)
- ジンバブエ・クラトン (Zimbabwe craton) (3.5 Ga)

### 南極
- 東南極クラトン (East Antarctic craton)

### オーストラリア
- アルトゥヤワラ・クラトン (Altjawarra craton)
- セントラル・クラトン (Central craton)
- カーナモナ・クラトン (Curnamona craton)、 オーストラリア南部
- ガウラー・クラトン (Gawler craton)、 オーストラリア中南部
- ピルバラ・クラトン (Pilbara craton)、 オーストラリア西部
- イルガーン・クラトン (Yilgarn craton)、 オーストラリア西部 (4.4 Ga)

### ユーラシア

#### 東ユーラシア
- バンダラ・クラトン (Bhandara craton)、インド
- バンデルカンド・クラトン (Bundelkand craton)、インド
- ダルワール・クラトン (Dharwar craton)、インド (3.4 - 2.6 Ga)
- 東部中国クラトン (East China craton)
- インド・クラトン (Indian craton)
- 北部中国クラトン (North China craton)、(Sino-Korean craton と呼ばれる場合がある) (2.5 Ga)
- サルマティア・クラトン (Sarmatian craton) (3.7 - 2.8 Ga)
- シベリア・クラトン (Siberian craton)、アンガラ (Angara) と呼ばれる場合があるが、これは現在では中央シベリア台地を指す用語である。
- シンブーム・クラトン (Singhbhum craton)、インド
- タリム・クラトン (Tarim craton)、中国
- ヴォルガ・ウラル・クラトン (Volgo-Uralian craton)、ロシア (3.0 - 2.7 Ga)
- ヤクート・クラトン (Yakutai craton)、シベリア東部
- 揚子クラトン (Yangtze craton)、中国

#### 北部及び東部ヨーロッパ
- 東ヨーロッパ・クラトン (East European craton)
- ベロモリアン・クラトン (Belomorian craton)、フェノスカンジア楯状地の一部であり、カレリア・クラトンとコラ・クラトンの間に位置する。
- バルト楯状地 (Baltic Shield)、東ヨーロッパ・クラトンの一部
- フェノスカンジア楯状地 (Fennoscandian Shield)、バルト楯状地の北西部分がノルウェー、スウェーデン、フィンランドで露出したもの (3.1 Ga)
- カレリア・クラトン (Karelian craton)、フェノスカンジア楯状地のフィンランド北西部およびロシアのカレリア地方にかかる部分 (3.4 Ga)
- コラ・クラトン (Kola craton)、フェノスカンジア楯状地の一部、北西ロシアのコラ半島
- ミッドランド・クラトン (Midland craton)、イングランド及びウェールズ
- 北大西洋クラトン (North Atlantic Craton)
- サルマティア・クラトン (Sarmatian craton) (3.7 - 2.8 Ga)
- ウクライナ楯状地 (Ukrainian Shield)

### 北アメリカ

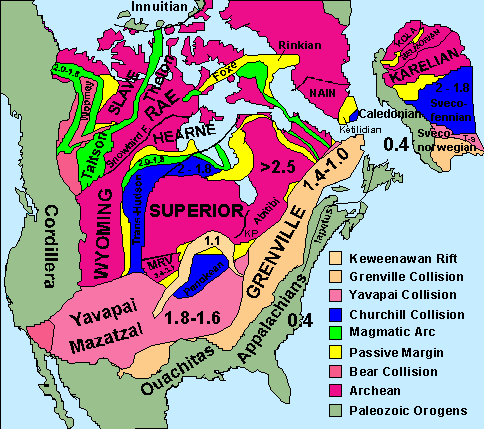
北アメリカ・クラトンと基盤岩

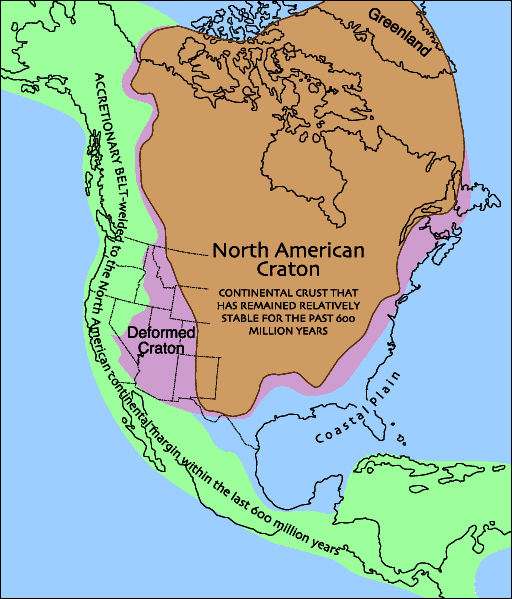
北アメリカ・クラトン
北アメリカ・クラトン
変形されたクラトン
付加体

- カナダ楯状地 (Canadian Shield)（またはローレンシア楯状地あるいは先カンブリア楯状地）
- チャーチル・クラトン (Churchill craton)
- ハーン・クラトン (Hearne craton)
- 北アメリカ・クラトン (North American craton)
- レイ・クラトン (Rae craton)
- サスク・クラトン (Sask craton)
- スクラヴィア・クラトン (Sclavia craton)
- スレイブ・クラトン (Slave craton)、カナダ北西領域 (4.03-3.5 Ga)
- スペリオル・クラトン (Superior craton)、カナダ及びアメリカ合衆国北部 (3.7-2.7 Ga)
- ワイオミング・クラトン (Wyoming craton)

### 南アメリカ
- アマゾン・クラトン (Amazonian craton)、アマゾン盆地
- ギアナ楯状地 (Guiana Shield)
- リオ・デ・ラ・プラタ・クラトン (Rio de la Plata Craton)
- サン・フランシスコ・クラトン (San Francisco craton)